# Orkhan Sultanov
Orkhan Sedyar oglu Sultanov (en azerí: Orxan Sedyar oğlu Sultanov; Bakú, 1977) es Jefe del Servicio de Inteligencia Extranjera de la República de Azerbaiyán.

## Biografía
Orkhan Sultanov nació en 1977 en Bakú.
Anteriormente trabajó en el  Ministerio de Relaciones Exteriores de Azerbaiyán. En los años 2007-2011 fue Primer Secretario de los Asuntos Humanitarios de la Embajada de Azerbaiyán en Reino Unido. Después del Ministerio de Relaciones Exteriores, trabajó en el Departamento de Inteligencia Exterior del Ministerio de Seguridad Nacional de Azerbaiyán.
El 14 de diciembre de 2015, por orden del Presidente de la República de Azerbaiyán, Orkhan Sultanov fue nombrado Jefe del Servicio de Inteligencia Extranjera de la República de Azerbaiyán. El 17 de marzo de 2016 recibió  el rango militar mayor general.
El 26 de marzo de 2018, por orden del Presidente Ilham Aliyev, Orkhan Sultanov fue otorgadó con la  Orden "Por el servicio a la patria" por su trabajo eficaz para asegurar la seguridad nacional y proteger los intereses nacionales.
El 27 de marzo de 2019, Presidente de la República de Azerbaiyán, Ilham Aliyev nombró a Orkhan Sultanov como teniente general.
El 7 de diciembre de 2020, por orden del Presidente de la República de Azerbaiyán, el Jefe del Servicio de Inteligencia Extranjera de la República de Azerbaiyán, Orkhan Sultanov, recibió el rango militar más alto de coronel general.

## Premios y títulos
- Orden "Por el servicio a la patria" (2018)
- Orden Victoria (2020)[5][6]